# Operatie Noah's Ark
Operatie Noah's Ark was een plan voor een operatie tijdens de Tweede Wereldoorlog op initiatief van de Special Operations Executive om de Duitse troepen te bestoken als ze zich terug zouden trekken uit Griekenland. Het plan werd in 1943 bedacht. Het was een van de reeks operaties die door de lokale verzetsstrijders uitgevoerd had moeten worden. In de praktijk werden de operaties, inclusief Noah's Ark, nooit uitgevoerd vanwege gebrek aan effectieve verzetsgroepen.